# 下地中分
下地中分（したじちゅうぶん）とは、日本の中世に使用された用語で、荘園公領制下の重層的に入り組んだ支配・権利関係の中で、それぞれの主体が一元的に土地を支配すること（一円知行）を目的にして行われた、土地の分割を指し示す用語である。鎌倉時代中期から南北朝時代までを中心に、主に西日本で見られた。

## 概要

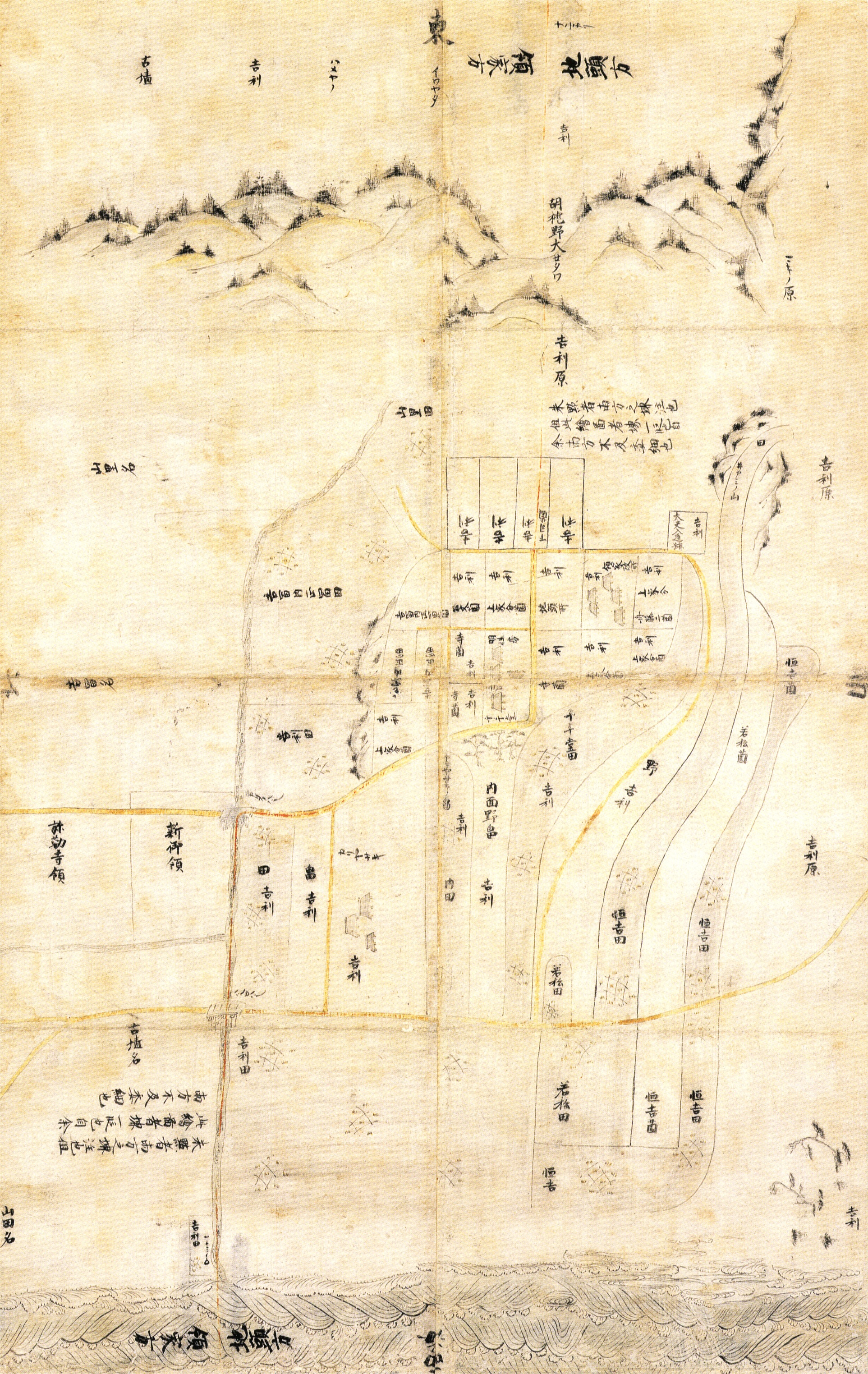
薩摩国日置北郷下地中分絵図（1324年）
縦に赤い中分線が引かれ、左の「領家方」と右の「地頭方」に分けられている。

荘園公領制では、本家－領家－荘官・地頭らの関係に見られるように、土地や百姓に対する支配関係、また土地からの収益に関する権利関係が重層的に絡み合っており、著しく複雑な様相を呈していたが、この制度上、その支配する収益権のある土地自体を、土地や百姓らから産み出される収益（年貢・公事など）を指す上分（じょうぶん）に対して、下地（したじ）と呼んだ。
鎌倉殿による地頭の任命は、承久の乱後、当初の関東御分国や平家没官領、謀反人領のみから、後鳥羽上皇方につき没収された貴族・武士の所領に拡大し（新補地頭）、東国武士が多数、畿内・西国へ移住することとなった。本来、地頭の職分は、所領そのものの支給ではなく、所領の管理・支配の権限を認めることを意味しており、御成敗式目にも、荘園領主への年貢未納があった場合には地頭職を解任するといった条文もあった。地頭たちは荘園・公領において、勧農の実施などを通じて自らの支配を拡大し、領主との紛争が多く発生したが、領主がこうした事案（所務沙汰）について幕府へ訴訟を起こした場合、領主側が勝訴する事案が多く見受けられた。
しかし、現地での実際においては、地頭は風水害など様々な理由をつけ、年貢を押領することも多く、領主との紛争は訴訟だけでは解決できず、訴訟の結果も実効性を持たないことも多かった。これは、鎌倉殿による地頭に対する土地支配権の承認（安堵）が荘園の持つ不安定な法的地位を改善したために、地頭側が、これまでの重層的な土地支配関係を解消し、下地進止権の獲得を通じた一元的な土地支配を指向するようになっていったためと考えられている。また、二毛作の普及などを通じた経済力の伸張を受け、これまでより百姓の一箇所定住の傾向が強まり、百姓たちが連携して地頭や預所への年貢を未進しだしたことが原因とする説も有力である。
このため、領主側は、地頭に管理させる一円内の年貢を毎年一定額と定め、地頭がその納入を荘園領主や国司に対して請け負う代わりに地頭を荘官に任命する地頭請が、主に地頭自身が開発領主であることが多かった東国を中心として行われ始めたが、東国から赴任した地頭が現地の開発領主や名主の上に位置した西日本を中心に、もう一つの解決手法として見られたのが、地頭と領主との間で下地を折半する下地中分である。地頭請によっても請け負った領主分の年貢等が未進となることが多かったため、領主側としても確実に一定の年貢を確保できる方式として広く行われた。
中分には、両者の示談による和解で決着する和与中分（わよちゅうぶん）と、裁判判決など幕府からの命令により実施される強制的な中分があった。多くの場合、領主側が地頭に譲歩し、和与中分が行われることが多かったと見られている。中分と言っても必ずしも二分の一ずつという訳ではなく、両者の勢力関係によって三分の一と三分の二であったりと分割割合は様々であったため、下地分割とも呼ばれた。また、下地中分の結果として、下地の管理・経営に関する業務（所務）も分割されることになったため、所務分けとも呼ばれた。その当事者も、領主と地頭に限らず、預所と地頭、領主と預所など様々であった。分割された土地については、両者互いに完全支配を認め合ったので、地頭は自分側の土地については、法的にも完全な領主となることとなった。
このような分割が行われた場合に両者が図面を作成したことを窺わせる史料が、日本史の教科書にも掲載されることの多い「伯耆国東郷荘下地中分絵図」である。この絵図は正嘉2年（1258年）に作成されたと推定されており、同年11月付けの和与中分の内容についての裏書がある。また絵図には、田畑、放牧地などを領家と地頭で等分する朱線が引かれている。他にも現存する同様の絵図としては元亨4年（1324年）成立の「薩摩国日置北郷下地中分絵図」（右絵図）があり、中分線が吉利名（現在の鹿児島県日置市日吉町吉利）を通っており、左が「領家方」右が「地頭方」とされている。

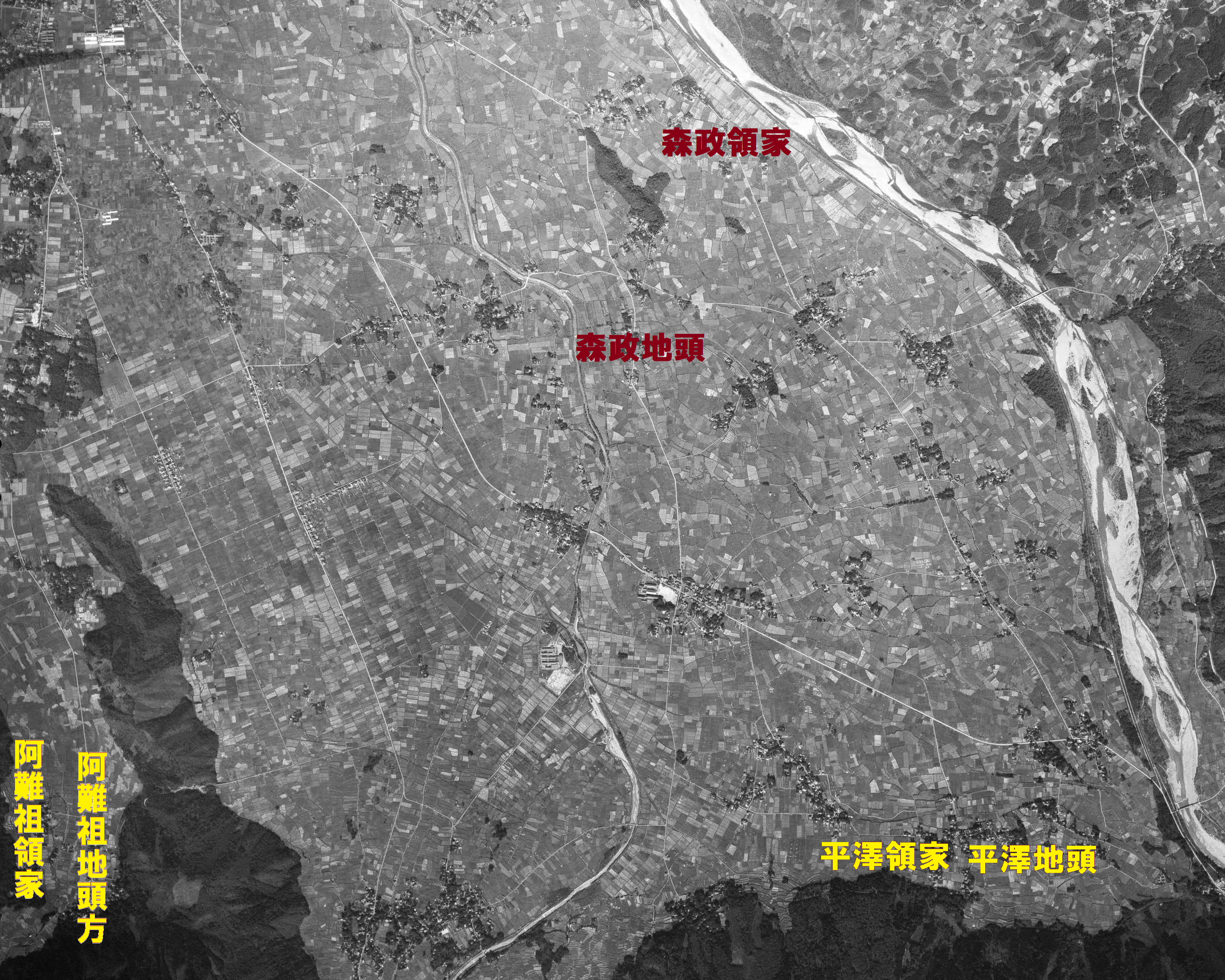
現代でも領家・地頭に分けられた地名が残る例。福井県大野市。。

福井県大野市の元小山荘内に集中してみられる領家方・地頭方に分かれた村名は、鎌倉後期に行なわれた下地中分の結果として生まれたものである。
地頭は、下地中分や地頭請などを通じて、下地進止権を手中に収めるのみならず、上分の支配権（上分知行という）も徐々に簒奪していった。このように、地頭の中には下地と上分の両方を獲得し、所領の一円支配を実現し、在地領主としての性格を強めていく者が現れた。更に元寇以降、海岸防備の必要性から九州を中心とする領主側の一円地と、西国の地頭側一円地を交換する動きが活発化した。これらの動きにより、領主職を持つ地頭や地頭職を持つ領主など、従来の身分格差に応じた職の体系が崩れだし、荘園・公領における領家職・地頭職のあり方が大きく変わることとなり、次第に荘園公領制の解体が推し進められることとなった。